# ليون (مغني)
ليون (بالألمانية: Leon)‏ هو مغني ألماني، ولد في 4 أبريل 1969 في Lippetal ‏ في ألمانيا.

## وصلات خارجية
- الموقع الرسمي
- ليون على موقع IMDb (الإنجليزية)
- ليون على موقع ميوزك برينز (الإنجليزية)
- ليون على موقع ديسكوغز (الإنجليزية)